# Bistum Antipolo
Das Bistum Antipolo (lat.: Dioecesis Antipolensis) ist eine auf den Philippinen gelegene römisch-katholische Diözese mit Sitz in Antipolo City.

## Geschichte
Das Bistum Antipolo wurde am 24. Januar 1983 durch Papst Johannes Paul II. mit der Apostolischen Konstitution Quoniam in recte aus Gebietsabtretungen des Erzbistums Manila errichtet und diesem als Suffraganbistum unterstellt.
Es umfasst den östlichen Teil der Provinz Rizal.

## Bischöfe von Antipolo
- Protacio Gungon, 1983–2001
- Crisostomo Yalung, 2001–2002
- Gabriel Villaruz Reyes, 2002–2016
- Francisco Mendoza de Leon, 2016–2023
- Ruperto Cruz Santos, seit 2023